# Franco Colapinto
Franco Alejandro Colapinto (Pilar, 27 mei 2003) is een Argentijns autocoureur. In 2019 werd hij kampioen in de Spaanse Formule 4. Vanaf 2023 maakt hij deel uit van de Williams Driver Academy, het opleidingsprogramma van het Formule 1-team van Williams. In 2024 maakt hij voor dit team zijn Formule 1-racedebuut tijdens de Grand Prix van Italië als vervanger van Logan Sargeant.

## Carrière

### Karten
Colapinto begon zijn autosportcarrière in het karting op negenjarige leeftijd. In 2016 en 2018 werd hij nationaal kampioen. In 2018 deed hij tevens mee aan de Olympische Jeugdspelen, toen karten als demonstratiesport op het programma stond. Samen met María García Puig won hij de gouden medaille op dit evenement.

### Formule 4
Aan het eind van 2018 debuteerde Colapinto in het formuleracing in het Spaanse Formule 4-kampioenschap, waarin hij voor het team Drivex School deelnam aan het laatste raceweekend op het Circuito de Navarra. Hij behaalde in de laatste race van het weekend direct zijn eerste zege, nadat hij in de voorgaande race al op het podium finishte.
In 2019 reed hij in het volledige seizoen van deze klasse. Hij won elf races, waaronder nu alle drie de races op zowel het Circuit Ricardo Tormo Valencia en het Circuit de Barcelona-Catalunya. Daarnaast behaalde hij nog twee podiumfinishes. Met 325 punten werd hij overtuigend gekroond tot kampioen in de klasse.

### Formule Renault
Gedurende 2019 nam Colapinto deel aan races van de Eurocup Formule Renault 2.0 en de Euroformula Open als gastcoureur bij Drivex. Enkel in de race op Barcelona van de Eurocup wist hij in de top 10 te finishen.
In 2020 kwam Colapinto uit in het volledige seizoen van de Eurocup bij het team MP Motorsport. Hij won de seizoensopener op het Autodromo Nazionale Monza en voegde hier op het Circuit Spa-Francorchamps een tweede zege aan toe. In de rest van het seizoen stond hij nog zeven keer op het podium. Met 213,5 punten werd hij achter Victor Martins en Caio Collet derde in het eindklassement.

### Toyota Racing Series
In 2020 begon Colapinto het seizoen in de Nieuw-Zeelandse Toyota Racing Series, waarin hij reed voor het team Kiwi Motorsport. Hij won een race op het Hampton Downs Motorsport Park en behaalde zeven andere podiumfinishes. Met 315 punten werd hij achter Igor Fraga en Liam Lawson derde in het klassement.

### Enduranceracing
In 2021 debuteerde Colapinto in het enduranceracing in de LMP2-klasse van de Asian Le Mans Series, waarin hij met Rui Andrade en John Falb een team vormde bij G-Drive Racing. Het trio stond in vier races driemaal op het podium en werd met 66 punten derde in de eindstand. Vervolgens kwam hij ook uit in de European Le Mans Series bij G-Drive. Samen met Roman Roesinov en Nyck de Vries won hij de race op het Circuit Paul Ricard en stond hij ook op de Red Bull Ring op het podium. Met 74 punten werd hij vierde in de eindstand. Als onderdeel van dit programma debuteerde hij dat jaar in de 24 uur van Le Mans, waarin hij met Roesinov en De Vries zevende werd in de LMP2-klasse.

### Formule Regional
Naast zijn activiteiten in het enduranceracing bleef Colapinto in 2021 ook actief in het formuleracing bij MP Motorsport, maar ditmaal in het Formula Regional European Championship, dat vanaf dat jaar werd samengevoegd met de Eurocup. Het seizoen begon slecht, nadat hij vier races moest missen vanwege schade aan zijn auto en in vier andere races niet tot scoren kwam. Tijdens het vijfde weekend op het Circuit Zandvoort behaalde hij zijn eerste podiumfinish en op zowel de Red Bull Ring als op Valencia won hij een race. Met 140 punten werd hij zesde in het eindklassement.

### Formule 3
In 2022 debuteerde Colapinto in het FIA Formule 3-kampioenschap, waarin hij uitkwam voor het nieuwe team Van Amersfoort Racing. Al vroeg in het seizoen behaalde hij zijn eerste zege op het Autodromo Internazionale Enzo e Dino Ferrari, en op Monza voegde hij hier een tweede zege aan toe. In drie andere races kwam hij ook op het podium terecht. Met 76 punten werd hij negende in het kampioenschap.
In 2023 stapte Colapinto binnen de FIA Formule 3 over naar MP Motorsport. Hij behaalde twee overwinningen op Silverstone en Monza en behaalde daarnaast podiumplaatsen op het Bahrain International Circuit en Barcelona. Met 110 punten werd hij achter Gabriel Bortoleto, Zak O'Sullivan en Paul Aron vierde in het kampioenschap.

### Formule 2
Aan het eind van 2023 debuteerde Colapinto in de Formule 2 bij MP als vervanger van de vertrokken Jehan Daruvala in de seizoensfinale op het Yas Marina Circuit. In de eerste race werd hij negentiende, maar in de tweede race viel hij uit.
In 2024 rijdt Colapinto zijn eerste volledige seizoen in de Formule 2 bij MP. Hij behaalde zijn eerste zege in de sprintrace in Imola, alvorens hij in de hoofdraces op zowel de Red Bull Ring als in Barcelona op het podium eindigde. Hij miste de laatste vier raceweekenden omdat naar de Formule 1 was overgestapt en werd tijdens deze races vervangen door Oliver Goethe. Met 96 punten werd hij alsnog negende in de eindstand.

### Formule 1
Colapinto werd in 2023 opgenomen in de Williams Driver Academy, het opleidingsprogramma van het Formule 1-team van Williams. Aan het eind van het jaar reed hij voor het eerst in een Formule 1-auto tijdens een test op het Yas Marina Circuit, waarin hij 65 ronden aflegde.
Op 5 juli 2024 maakte Colapinto zijn debuut in de Formule 1 tijdens de eerste vrije training van de GP van Groot-Brittannië. Hij reed in plaats van Logan Sargeant voor Williams.
Op 27 augustus 2024 werd bekendgemaakt dat hij Logan Sargeant in de Formule 1 vervangt voor de resterende races in 2024. Tijdens de GP van Italië, op het circuit van Monza, kwam hij voor het eerst in actie voor het team van Williams.
Op 7 mei 2025 bekendgemaakt dat Jack Doohan vanaf de GP van Emilia-Romagna voor tenminste vijf races vervangen zal worden door Franco Colapinto bij het team van Alpine.

## Formule 1-carrière

### Team
| Jaar/Jaren | Team                              |
| ---------- | --------------------------------- |
| 2024       | Williams Racing (als testcoureur) |
| 2024       | Williams Racing                   |
| 2025       | Alpine                            |

### Statistiek
|                       | 2024 | 2025 | Totaal         |
| --------------------- | ---- | ---- | -------------- |
| Aantal races          | 9    | 7 *  | 16 (16 starts) |
| Aantal zeges          | 0    | 0 *  | 0              |
| Aantal pole-positions | 0    | 0 *  | 0              |
| Aantal snelste rondes | 0    | 0 *  | 0              |
| Aantal podiumplaatsen | 0    | 0 *  | 0              |
| Aantal WK-punten      | 5    | 0 *  | 5              |
| Eindstand WK          | 19   | 20 * |                |

* Seizoen loopt nog.

### Formule 1-resultaten
| Kleur  | Resultaat                       |
| ------ | ------------------------------- |
| Goud   | Winnaar                         |
| Zilver | Tweede plaats                   |
| Brons  | Derde plaats                    |
| Groen  | Gefinisht (punten behaald)      |
| Blauw  | Gefinisht (geen punten behaald) |
| Blauw  | Niet geklasseerd (NC)           |
| Paars  | Uitgevallen (DNF)               |
| Rood   | Niet gekwalificeerd (DNQ)       |

| Kleur   | Resultaat                              |
| ------- | -------------------------------------- |
| Zwart   | Gediskwalificeerd (DSQ)                |
| Wit     | Niet gestart (DNS)                     |
| Blanco  | Gewond (INJ)                           |
| Blanco  | Uitgesloten (EX)                       |
| Blanco  | Teruggetrokken (WD) / Niet deelgenomen |
| 1, 2, 3 | Sprint positie (punten behaald)        |
| P       | Poleposition                           |
| S       | Snelste ronde                          |

| Jaar  | Inschrijving    | Chassis       | Motor                            | 1     | 2     | 3     | 4     | 5     | 6     | 7      | 8      | 9      | 10     | 11     | 12      | 13     | 14     | 15    | 16     | 17    | 18     | 19     | 20     | 21      | 22     | 23      | 24      | Pos. | Punten |
| ----- | --------------- | ------------- | -------------------------------- | ----- | ----- | ----- | ----- | ----- | ----- | ------ | ------ | ------ | ------ | ------ | ------- | ------ | ------ | ----- | ------ | ----- | ------ | ------ | ------ | ------- | ------ | ------- | ------- | ---- | ------ |
| 2024  | Williams Racing | Williams FW46 | Mercedes F1 M15 E Performance V6 | BHR 0 | SAR 0 | AUS 0 | JPN 0 | CHN 0 | MIA 0 | EMI 0  | MON 0  | CAN 0  | SPA 0  | OOS 0  | GBR TC  | HON 0  | BEL 0  | NED 0 | ITA 12 | AZE 8 | SIN 11 | VST 10 | MXS 12 | SAP DNF | LSV 14 | QAT DNF | ABU DNF | 19   | 5      |
| 2025* | Alpine          | Alpine A525   | Renault E-Tech RE25              | AUS 0 | CHN 0 | JPN 0 | BHR 0 | SAR 0 | MIA 0 | EMI 16 | MON 13 | SPA 15 | CAN 13 | OOS 15 | GBR DNS | BEL 19 | HON 19 | NED 0 | ITA 0  | AZE 0 | SIN 0  | VST 0  | MXS 0  | SAP 0   | LSV 0  | QAT 0   | ABU 0   | 20*  | 0*     |

* Seizoen loopt nog.